# Friedhof Oerlikon

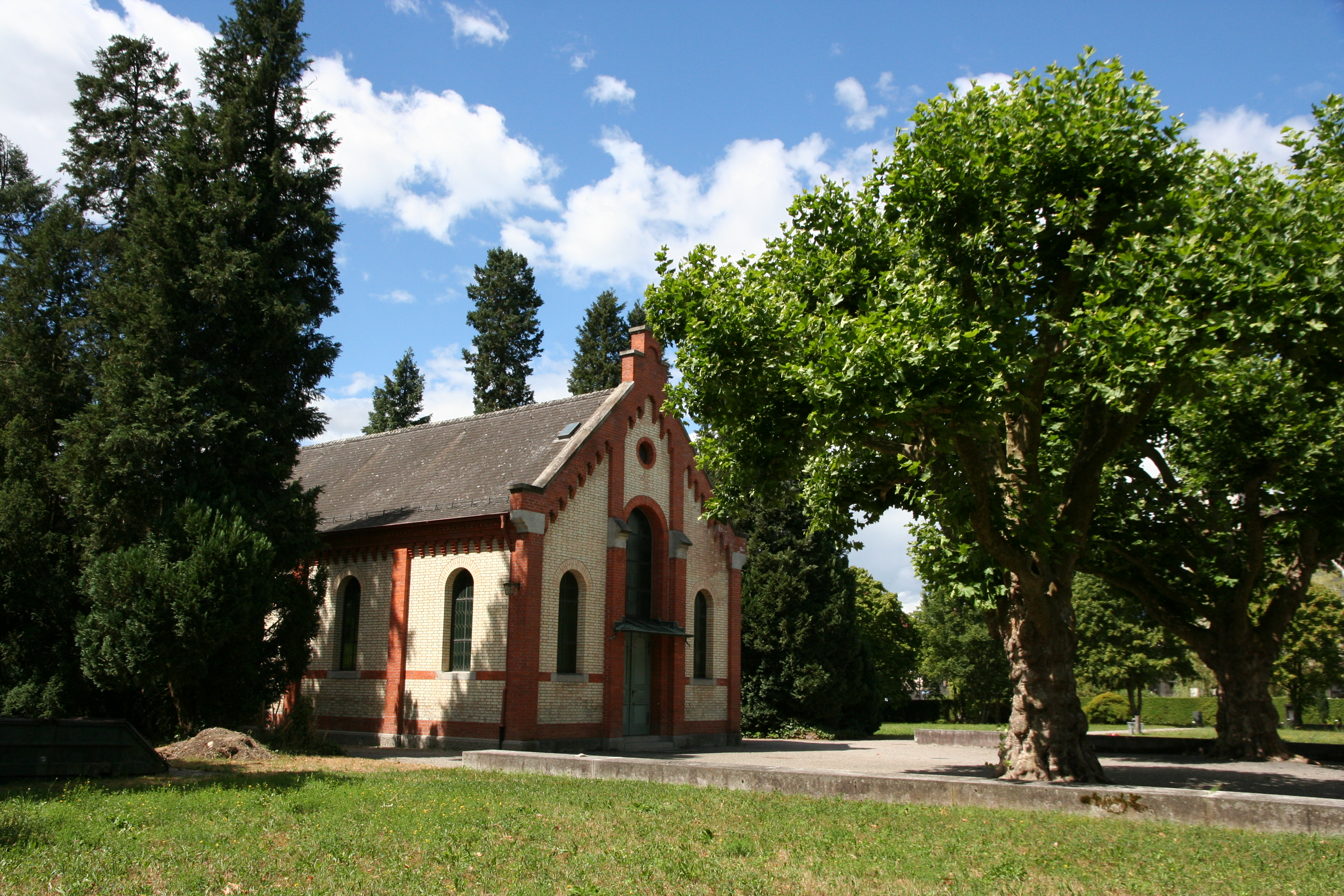
Friedhof Oerlikon mit Abdankungskapelle

Der Friedhof Oerlikon ist ein Friedhof im gleichnamigen Quartier Oerlikon im Norden der Stadt Zürich. Er liegt an der Schwamendingerstrasse in unmittelbarer Nachbarschaft der katholischen Kirche Herz Jesu Oerlikon.

## Geschichte
Oerlikon löste sich im Jahr 1872 von Schwamendingen ab und wurde eine eigenständige Gemeinde, welche aufgrund der neugebauten Bahnstrecke der Nordostbahn zum Industriestandort wurde und eine rasche Bevölkerungszunahme verzeichnete. Deshalb wurde für Oerlikon nach Plänen von Stadtgärtner Rodolf Blattner ein eigener Friedhof erbaut, der 1876 eingeweiht wurde. 1890 wurde die Friedhofskapelle errichtet, die auch für Unterricht und Gottesdienste verwendet wurde. 1900 wurde der Friedhof nach Westen erweitert und 1901 das auf der Nordseite liegende Leichenhaus errichtet, das heute als Dienstgebäude dient. In den 1940er Jahren war der Friedhof voll belegt, sodass die Bewohner von Oerlikon fortan mehrheitlich im nahen Friedhof Nordheim beigesetzt wurden. 1995 wurde der Friedhof offiziell geschlossen, sodass nur noch in bestehenden Familiengräbern sowie im 1998 neu errichteten Gemeinschaftsgrab Beisetzungen stattfinden können. Im Jahr 2004 wurde der Friedhof Oerlikon samt 12 Gräbern unter Denkmalschutz gestellt.

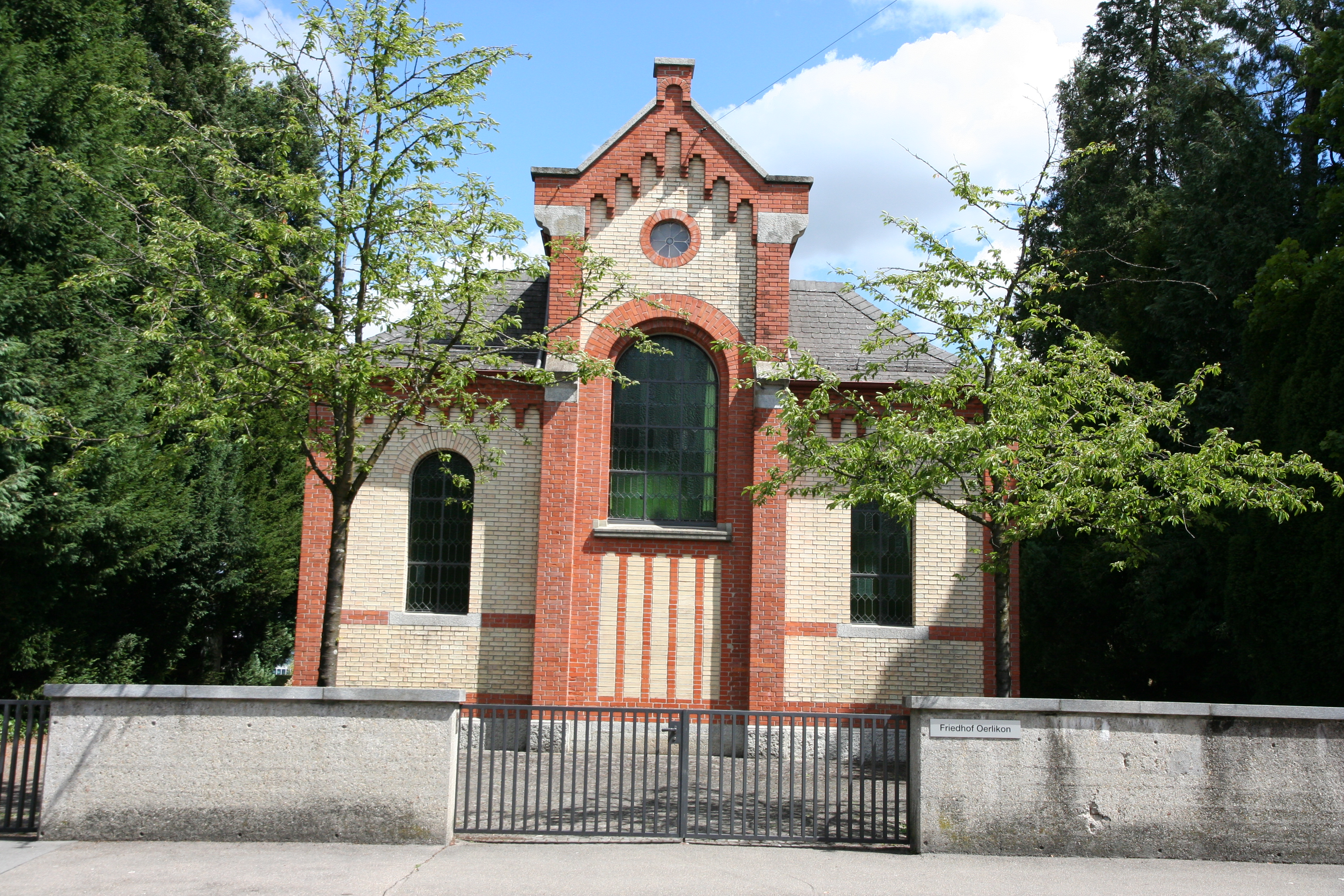
Friedhofskapelle an der Schwamendingerstrasse
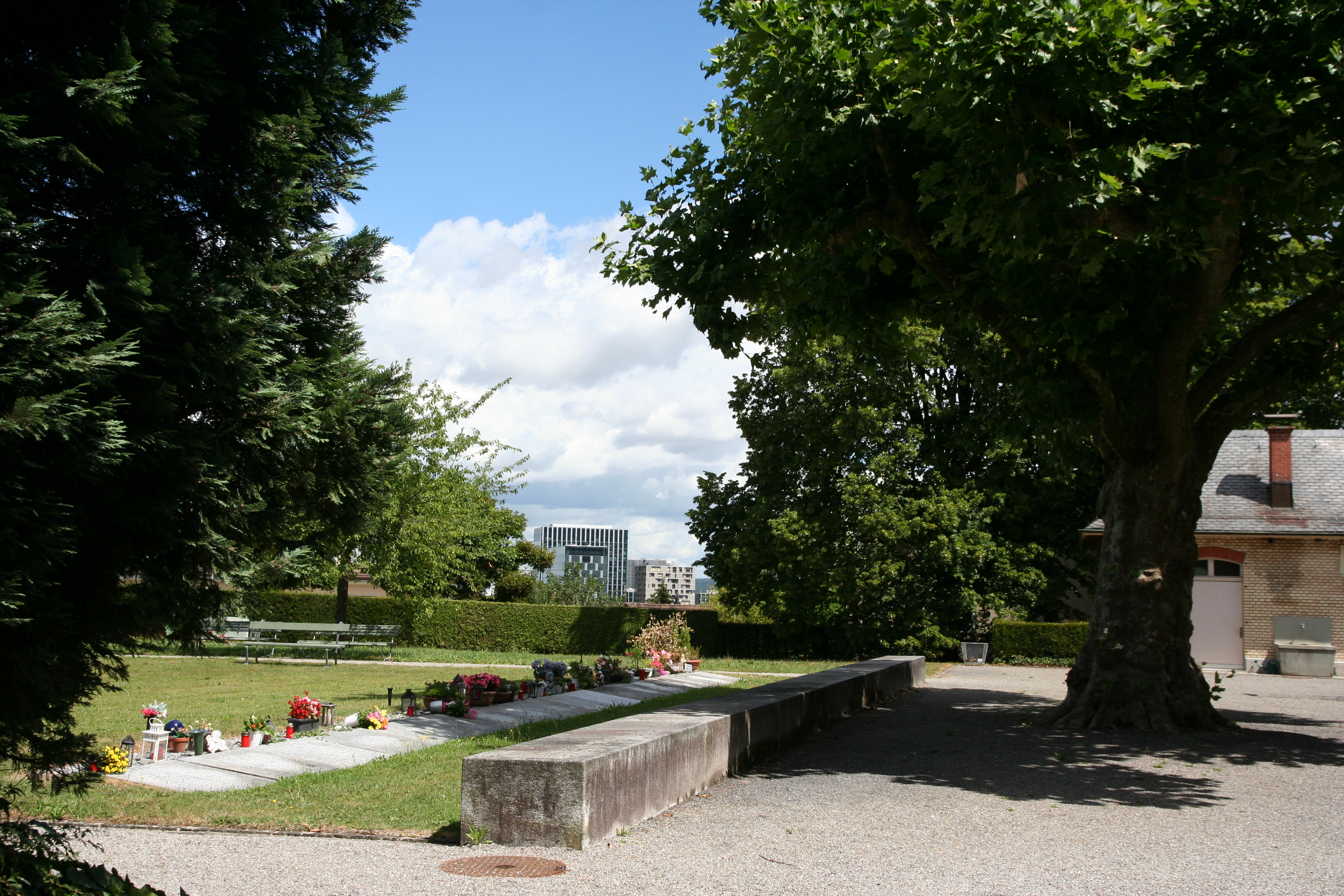
Gemeinschaftsgrab
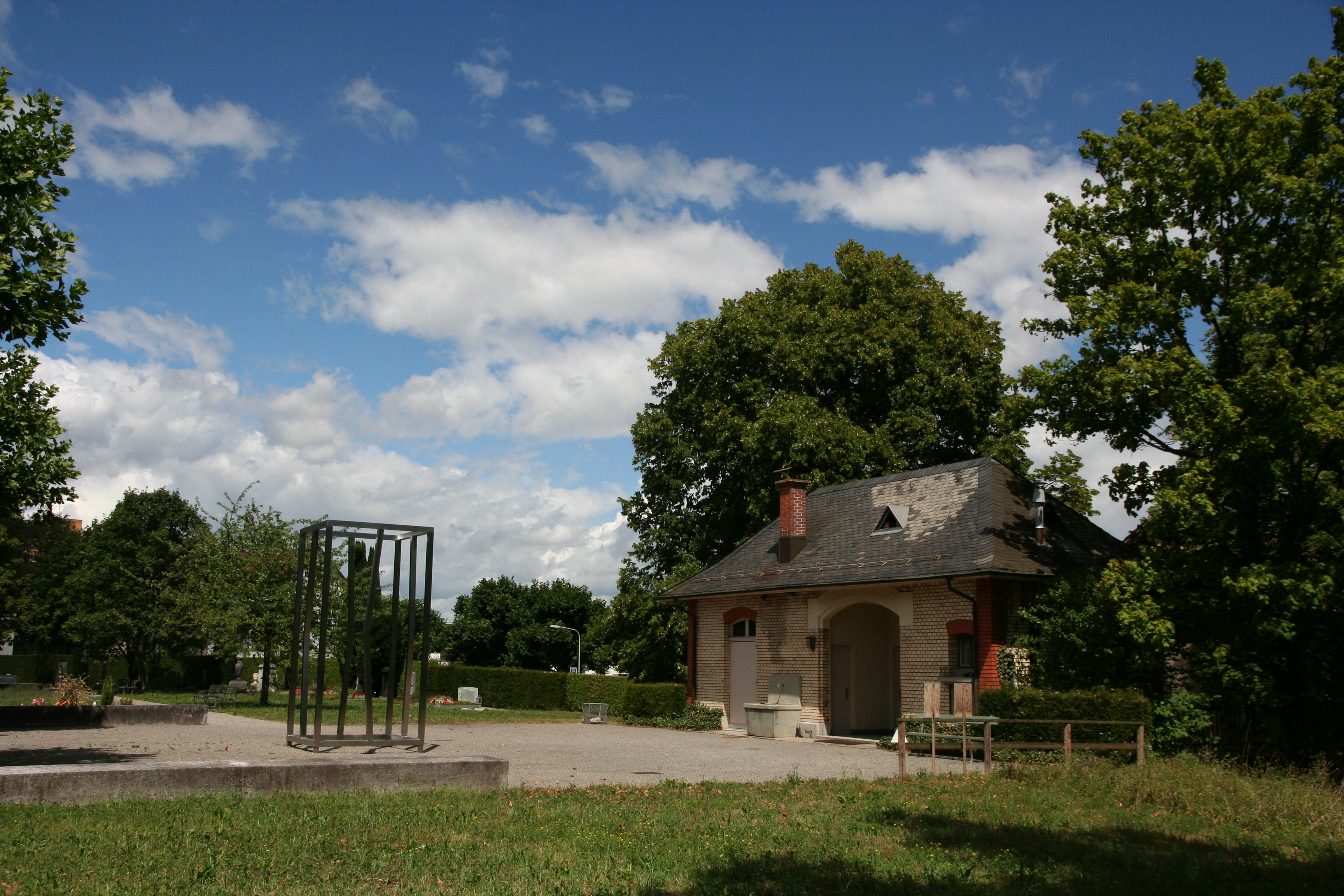
Ehemalige Aufbahrungshalle

## Areal und Bauten
Der Friedhof Oerlikon liegt in einer vorstädtischen Wohngegend in Oerlikon und wird von der Schwamendinger-, der Friedacker-, der Magdalenen- sowie von der Salvatorstrasse auf nahezu rechteckigem Grund eingefasst. Der Zugang zum Friedhof führt direkt zur neugotischen Friedhofskapelle, welche von Säulenkoniferen eingerahmt wird. Zwischen der Kapelle und dem früheren Leichenhaus stehen Solitärplatanen. Diese Achse entspricht der ursprünglichen Symmetrie des Friedhofs, die zwischen 1876 und der Erweiterung von 1900 bestanden hat. Dank dem Entscheid der Stadt Zürich, im historischen Friedhof Oerlikon ein modernes Gemeinschaftsgrab einzurichten, bleibt seine Funktion als Grabstätte auch über die Beendigung der Reihengrabbestattung hinaus erhalten. Das Gemeinschaftsgrab wurde im Jahr 1998 nach Plänen von Florin Granwehr und Hansjörg Jauch errichtet.